# Provincia di Bolívar (Bolivia)
La provincia di Bolívar è una delle 16 province del dipartimento di Cochabamba, nella parte centrale della Bolivia. Il capoluogo è Bolívar.
Secondo il censimento del 2001 possedeva una popolazione di 23.464 abitanti.

## Geografia antropica

### Suddivisioni amministrative
La provincia comprende 1 comune:
- Bolívar